# حركة حقوق التوحد

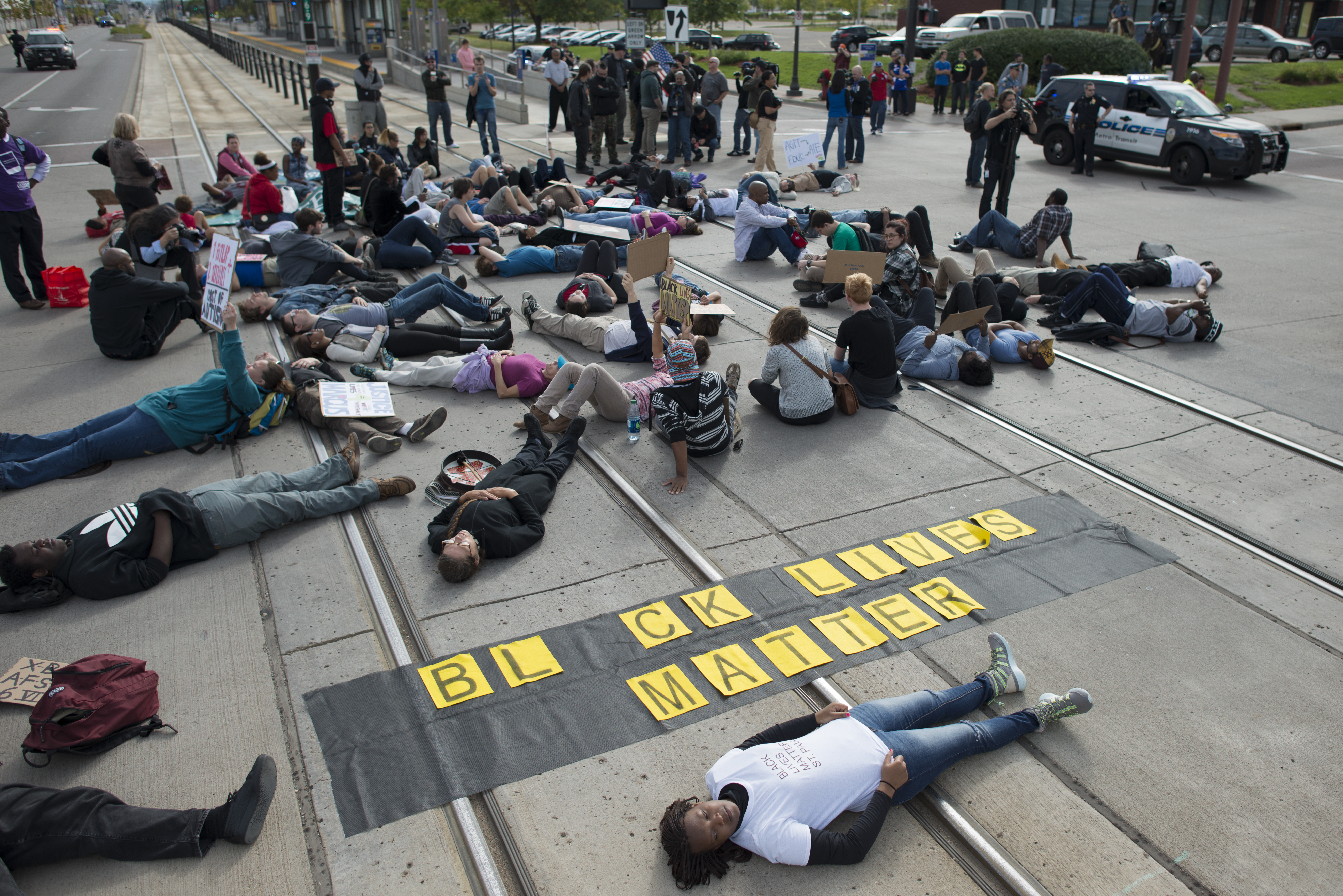

حركة حقوق التوحد، المعروفة أيضًا باسم حركة ثقافة التوحد أو حركة التنوع العصبي، هي حركة اجتماعية تصب في سياق حقوق ذوي الإعاقة التي تشدّد على نموذج التنوع العصبي، وتنظر إلى طيف التوحد بصفته نتيجة للتغيرات الطبيعية في دماغ الإنسان بدلًا من اضطراب يجب علاجه. تدعو الحركة إلى تحقيق العديد من الأهداف، بما في ذلك قبول أكبر لسلوكيات التوحد، والخدمات التي تركز على تحسين نوعية الحياة بدلًا من تقليد سلوكيات أقرانهم الطبيعيين، والاعتراف بمجتمع التوحد كمجموعة أقلية.

يعد رمز اللانهائية متعدد الألوان رمزاً شائعاً بين الأشخاص المصابين بالتوحد والمدافعين عن حقوق التوحد

يؤمن المدافعون عن حقوق التوحد أو التنوع العصبي بأنه ينبغي قبول طيف التوحد بصفته تعبيرًا طبيعيًا عن الجينوم البشري، واستيعابه مثل أي حالة أخرى (النموذج الاجتماعي للإعاقة). تختلف هذه النظرية عن نظريتين أخريين: النظرية الطبية التي تنص على أن مرض التوحد ناتج عن عيب جيني وتجب معالجته من خلال استهداف جين (جينات) التوحد، ونظريات هامشية تعتمد على المنظور الطبي، وأن مرض التوحد ناتج عن عوامل بيئية مثل اللقاحات.

## وجهات نظر

### وجهات نظر حقوق التوحد

#### التوحد هو إعاقة، لا مرض

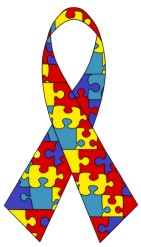
تنقسم الآراء حول استخدام قطعة من أحجية الصور المقطوعة لتمثيل التوحد، حيث يحبها بعض الآباء، بينما يكرهها غالبية البالغين المصابين بالتوحد. وقد وجدت الأبحاث أنها تحمل دلالات سلبية

يصنف علماء النفس التوحد على أنه اضطراب. أشارت بعض منظمات جمع التبرعات إلى رعاية الأفراد المصابين بالتوحد مع المقارنة بمعالجة مريض مصاب بالسرطان، وذلك على الرغم من تمديد فترة العمر الطبيعي. وُصف الأطفال المصابون بالتوحد بأنهم محتجزون كرهائن لاضطراب نفسي. وصف بويد هالي، الناشط المناهض للقاح والمروج المبكر للادعاء المكشوف أن الثيميروسول يسبب مرض التوحد، التوحدَ بأنه «مرض جنون الأطفال» (يشبه مرض جنون البقر) الذي وجده بعض الأفراد المصابين بالتوحد وعائلاتهم مسيئًا للغاية.
قالت مارغريت سومرفيل، المديرة المؤسسة لمركز ماكجيل للطب والأخلاقيات والقانون، إن هناك هدف مباشر يتجسد في النشاط، ويكون أحيانًا من الضروري التضحية بالتعقيد والفوارق الدقيقة للتوضيح، ولكن بعض الناشطين في التوحد لا يعتقدون أن اليأس يبرر بلاغة الكلمة. قال البروفيسور بينيت ل. ليفينثال إنه يتفهم القلق بشأن مقارنة الأطفال المصابين بالتوحد بالرهائن، ويلاحظ أنه من الخطأ تسمية التوحد بأنه «مرض» يستنزف الأطفال في حال عدم الحصول على العلاج. يرفض الدعاة الشخصيون للتوحد أيضًا وصف الزيادة المُبلغ عنها في تشخيص التوحد بالوباء، وذلك لأن الكلمة تشير إلى التوحد بصفته مرضًا، ويشير إلى أن الزيادة ترجع إلى توسع معايير التشخيص نفسها، لا الوباء.
بُذلت المحاولات لوضع رقم يحدد التكلفة المالية للتوحد ثم توجيهه إلى كل من الباحثين العلميين والجماهير الشعبية. انتُقدت هذه الجهود من قبل بعض دعاة حقوق التوحد الذين قارنوها بحسابات مماثلة تتعلق بالأشخاص الذين «يعانون من الوراثة السيئة» والتي قدمتها حركة تحسين النسل في أوائل القرن العشرين. أشارت الباحثة ميشيل داوسون إلى أنه لم يُبذل أي جهد لدراسة تكلفة «القضاء على المرض» بالنسبة للأفراد المصابين بالتوحد، وأشارت هي وبعض الباحثين الآخرين إلى المساهمات القيمة التي يمكن للأفراد المصابين بالتوحد تقديمها إلى المجتمع.

#### الناس المصابون بالتوحد لديهم ثقافتهم الخاصة

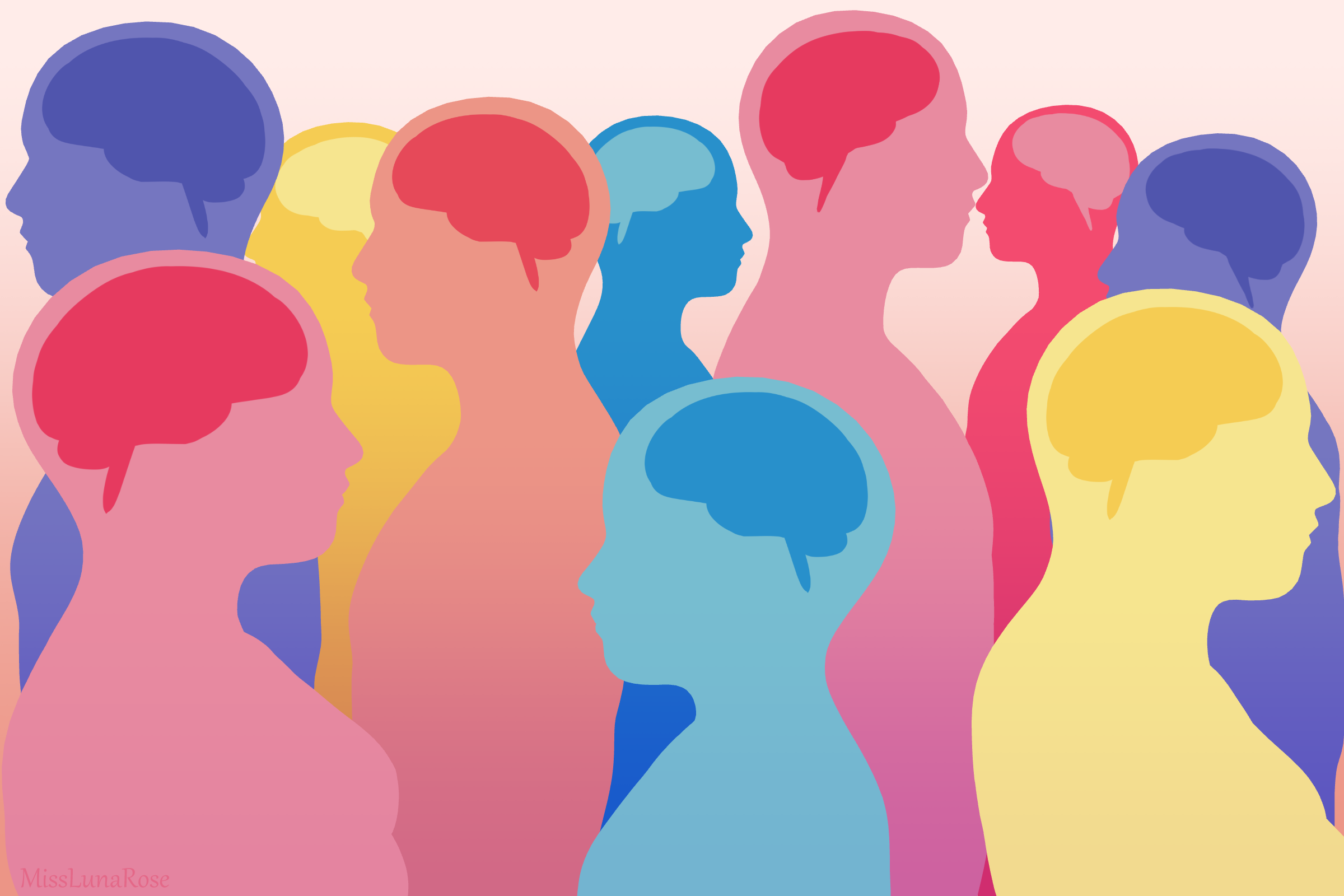
الفن التوحدي يمثل التنوع الطبيعي للعقول البشرية

يقترح بعض نشطاء التوحد أن حياة الفرد مع التوحد تشبه إلى حد كبير أن يولد بين أشخاص يتحدثون لغة مختلفة، ولديه دين أو فلسفة لا يشاركها، ويعيش نمط حياة يُشعره بالتوحد. بعبارة أخرى، يملك المصابون بالتوحد ثقافة فردية غالبًا ما تكون مختلفة جدًا عن بيئتها. تعد وسائل التواصل الاجتماعي والاجتماعات، بل حتى المهن المحددة، جميعها أماكن يتواصل فيها الأشخاص المصابون بالتوحد، وربما يشاركون لغة أو ثقافة مشتركة.

#### يحتاج الأشخاص المصابون بالتوحد إلى الإشراك في مناقشة التوحد
هناك موضوع شائع يدور بين نشطاء حقوق التوحد ومجموعات التنوع العصبي، وهو أنهم يختلفون عن المنظمات والمؤتمرات التي يقودها الأهل والمهنيون والتي تهيمن على حالة التوحد. تنتقد ميشيل داوسون قاعدة السماح للآباء بالتحدث نيابة عن أطفالهم المصابين في المؤتمرات لاستبعادهم، وتقول: «نجح الآباء في إزالة أبنائهم المصابين بالتوحد من المناقشات أو القرارات المهمة بفضل التعاون السعيد والفخور بين الحكومات والمحاكم والباحثين ومقدمي الخدمات والهيئات الممولة». ينتج عن هذا الاستبعاد قرارات تتعلق بالسياسة والعلاج يتخذها أفراد لا يعانون من التوحد بشكل مباشر.
صرح جيم سينكلير بأن مؤتمرات التوحد موجهة تقليديًا نحو الوالدين والمهنيين الطبيعيين، وأنه بالنسبة لشخص مصاب بالتوحد، فمن الممكن أن يكونوا «عدائيين» من ناحية التحفيز الحسي والصلابة.
يستخدم البالغون المصابون بالتوحد مثل أماندا باغز كتاباتهم ومقاطع الفيديو الخاصة بهم لإثبات أنه من الممكن أن يكون المصاب بالتوحد من دعاة حقوق التوحد، وذلك في تحدٍّ للشكوى الشائعة المتمثلة في قدرة دعاة مكافحة تلقي العلاج على التعبير عن آرائهم المعقدة في الكتابة، والتي يرى بعض النقاد أنها مستحيلة بالنسبة للأشخاص المصابين بالتوحد. تقول أيضًا إنه عندما يفترض النقاد أن الأشخاص المتوحدين الأذكياء والمتحدثين لا يواجهون صعوبات مثل السلوك المؤذي للنفس وصعوبة الرعاية الذاتية، فإنهم يؤثرون على آراء صانعي السياسات ويجعلون من الصعب على الأشخاص المتوحدين الأذكياء والمتحدثين بالحصول على الخدمات. تستشهد باغز بمثال عن إحدى المصابين بالتوحد والتي حُرمت من الخدمات عندما اكتُشف أنها تستطيع الكتابة.

#### لا ينبغي القضاء على جينات التوحد
يعارض مناصرو حركة حقوق التوحد محاولات القضاء على التوحد بما أن الموجودين في حركة حقوق التوحد يرون أنه حالة تباين بشري طبيعي لا اضطراب. تشكلت معارضة للاختبار الجيني قبل الولادة لمرض التوحد في الأجنة غير المكتملة، والتي يعتقد البعض أنها قد تكون عُرضة للإصابة في المستقبل. يشعر البعض بالقلق من أن هذا يمكن أن يمنع الناس المصابين بالتوحد من الولادة.
قال البروفيسور جوزيف بوكسبوم من مشروع جينوم التوحد في مدرسة إيكان للطب في ماونت سيناي في 23 فبراير في عام 2005 إنه يمكن أن يكون هناك اختبار ما قبل الولادة للتوحد في غضون 10 سنوات، ولكن أثبتت جينات التوحد أنها معقدة للغاية. بدأت ساعة الإبادة الجماعية للتوحد استجابةً لهذا الأمر، والتي تصل إلى 10 سنوات بعد أن أصدر بوكسبوم هذا الإعلان. بدأ الجمهور بمناقشة الأخلاقيات التي تنطوي عليها إمكانية القضاء على النمط الوراثي والحاوية على التزامات ومزايا، والتي يُمكن أن يُنظر إليها على أنها تلاعب بالانتقاء الطبيعي.

### وجهات نظر معارضة
يجادل منتقدو الحركة بأن أي شخص في طيف التوحد قادر على التعبير عن رغبته في عدم تلقي العلاج يجب أن يكون مصابًا ذا أداء وظيفي عالٍ أو أن يكون مصابًا بمتلازمة أسبرجر. يقول ليني شافر إنه إذا تغير كل استخدام لمرض التوحد لقراءة متلازمة أسبرجر فمن الممكن أن يكون للحركة معنى، وذلك على الرغم من استخدام عملية دمج متلازمة أسبرجر في تشخيص التوحد في الإصدار الخامس من الدليل التشخيصي والإحصائي للاضطرابات النفسية كنقطة جدلية مضادة من قبل حركة حقوق التوحد. فُضحت الأسطورة القائلة إن جميع المؤيدين هم من ذوي الأداء الوظيفي العالي.